# Bernoulliho rovnice
Bernoulliova rovnice je vztah užívaný v mechanice tekutin, který odvodil Daniel Bernoulli a který vyjadřuje zákon zachování mechanické energie pro ustálené proudění ideální kapaliny (energie je v rovnici obvykle přepočtena na objemovou jednotku kapaliny).
{\displaystyle {\frac {1}{2}}\rho v^{2}+p+\rho u(\mathbf {x} )=\mathrm {konst.} }
kde {\displaystyle \rho } je hustota kapaliny, v je rychlost proudění, p je tlak v kapalině a u je potenciál vnějšího konzervativního pole objemové síly (gravitační síly, unášivé setrvačné síly nebo jejich kombinace, jako je tíhová síla) v daném bodě. První člen v Bernoulliově rovnici se nazývá dynamický n. kinetický tlak a představuje objemovou hustotu kinetické energie, druhý člen představuje tlakovou potenciální energii objemové jednotky kapaliny a třetí člen potenciální energii objemové jednotky kapaliny v silovém poli vnější konzervativní síly, v němž se kapalina nachází. Součet kinetické energie a potenciální energie (tlakové + vnější) v jednotce objemu je ve všech místech kapaliny stejný. Tato rovnice bývá často uváděna ve tvaru, který platí pro homogenní tíhové pole:
{\displaystyle {\frac {1}{2}}\rho v^{2}+p+\rho gh=\mathrm {konst.} }
Platí, že pokud na kapalinu v klidu působí tíhová síla, je ve stejné hloubce v každém bodě stejný tlak. Pokud je kapalina v pohybu, tak tento vztah neplatí. Slovy můžeme Bernoulliho jev popsat takto: v místě s větším průřezem má proudící kapalina větší tlak, ale menší rychlost, zatímco v místě s menším průřezem má menší tlak, ale větší rychlost (Fakt, že při větším průřezu je rychlost kapaliny menší, je důsledkem rovnice kontinuity.).

## Odvození pro nestlačitelnou kapalinu

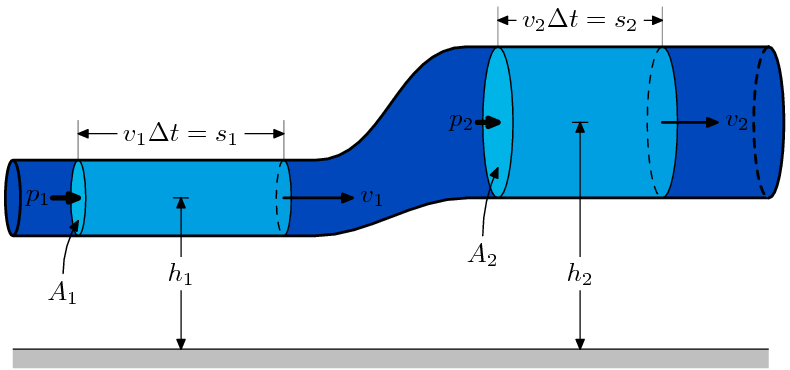
Diagram k odvození Bernoulliho rovnice

Pokud kapalina o elementu hmotnosti {\displaystyle \mathrm {d} m} proudí ve vodorovné trubici o průřezu {\displaystyle S} rychlostí {\displaystyle v}, platí pro ni pohybová rovnice:
{\displaystyle {\frac {\mathrm {d} }{\mathrm {d} t}}\left(\mathrm {d} m\,v\right)=-\mathrm {d} F.}
Rozepíšeme tuto rovnici tak, aby v ní vystupovala hustota a průřez trubice
{\displaystyle \rho S\,\mathrm {d} x\,{\frac {\mathrm {d} v}{\mathrm {d} t}}=-S\,{\frac {\mathrm {d} F}{S}}=-S\,\mathrm {d} p.}
S využitím vztahu
{\displaystyle \mathrm {d} x{\frac {\mathrm {d} v}{\mathrm {d} t}}={\frac {\mathrm {d} x}{\mathrm {d} t}}\mathrm {d} v=v\mathrm {d} v=\mathrm {d} \left({\frac {v^{2}}{2}}\right)}
tato rovnice přejde na
{\displaystyle \rho S\,\mathrm {d} \left({\frac {v^{2}}{2}}\right)=-S\,\mathrm {d} p,}
tedy
{\displaystyle \mathrm {d} \left({\frac {\rho v^{2}}{2}}+p\right)=0,}
což zintegrováním dá
{\displaystyle \rho {\frac {v^{2}}{2}}+p=\mathrm {konst.} }
Pokud se navíc nacházíme v poli nějaké vnější konzervativní objemové síly (např. gravitace), přičteme jeho potenciál {\displaystyle \rho u} (na jednotku objemu) k tlakovému potenciálu, čímž přímočaře získáme rovnici
{\displaystyle \rho {\frac {v^{2}}{2}}+p+\rho u(\mathbf {x} )=\mathrm {konst.} }
Poněkud přímější odvození vychází ze zákona zachování energie. U kapalin uvažujeme potenciální energii tlakovou Ep = pV.
Za předpokladu, že Ek + Ep + Eg = konst., potom platí
{\displaystyle {\frac {1}{2}}mv^{2}+pV+mgh=\mathrm {konst.} }
vztažením energie na jeden kilogram kapaliny (vydělením hmotností) dostaneme tzv. energetický tvar rovnice:
{\displaystyle {\frac {1}{2}}v^{2}+{p \over \rho }+gh=\mathrm {konst.} }
nebo (vydělením objemem) tlakový tvar:
{\displaystyle {\frac {1}{2}}\rho v^{2}+p+\rho gh=\mathrm {konst.} }
případně původní výškový tvar (vydělením tíhou):
{\displaystyle {v^{2} \over 2g}+{p \over \rho g}+h=\mathrm {konst.} }

### Důsledky
Z Bernoulliho rovnice vyplývá, že statický tlak proudící kapaliny klesá s rostoucí rychlostí. Pokud plyn proudí trubicí dostatečnou rychlostí, tlak v tom místě se natolik zmenší, že toho lze využít například pro odsávání. Tomuto jevu se říká hydrodynamický paradox (hydrodynamické paradoxon) a využívá se ho například u rozprašovačů, natěračských stříkacích pistolí, ejektorů nebo v karburátoru.
Výtoková rychlost
Ze zákona zachování energie lze také odvodit vztah pro výtokovou rychlost kapaliny při vytékání malým otvorem z nádoby s hladinou ve výšce h, neboť lze říci, že výtoková rychlost ideální kapaliny je stejná jako rychlost, kterou by kapalina získala při volném pádu z výšky h:
{\displaystyle v={\sqrt {2gh}}}
- tzv. Torricelliho vzorec